# Sun Myung Moon
Sun-Myung Moon (Sangsa-ri [上思里, Deogun-myon, Jeongju-gun, provincia Pyongan del Norte, Corea, 6 de enero de 1920-3 de septiembre de 2012) fue un surcoreano fundador de diversas organizaciones, de las cuales la más conocida es la Iglesia de la Unificación. Esta mezcla credos cristianos con espiritualidad oriental. Sun-Myung Moon es proclamado como el Padre Verdadero, a cargo de asumir el papel de integrar las religiones, las filosofías y de volver a conectar al hombre con Dios, conexión interrumpida por la «caída original».

## Primeros años
Hijo de Kyung-yoo Moon y Kyung-gye Kim; de niño siguió sus estudios en una escuela confucionista. Hacia 1930, sus padres se convirtieron al cristianismo protestante y el joven Sun-Myung Moon aprendió el catecismo en la Iglesia presbiteriana. En esta época, Japón dominaba a Corea y no autorizaba la práctica de ninguna otra religión aparte del sintoísmo.
En 1942, Moon comenzó sus estudios de ingeniería eléctrica en la Universidad de Waseda en Japón. 

## Vida empresarial

#### Negocios
Sun Myung Moon fue un próspero empresario que destacó en la industria pesquera tal y como explica en su autobiografía así como en otros sectores relacionados con el deporte, la exportación e incluso se adentro en la industria aeroespacial.

## Muerte
Sun Myung Moon falleció en Corea del Sur el 3 de septiembre de 2012 a la 1:54 AM, a los 92 años. Moon había sido hospitalizado el mes anterior tras sufrir complicaciones derivadas de una neumonía. La Iglesia había informado el viernes 31 de agosto que su fundador padecía una disfunción crítica de sus órganos vitales que había obligado a colocarlo en tratamiento intensivo. El reverendo Moon había sido trasladado la semana anterior del hospital St Mary de Seúl a un centro médico en el este de la capital coreana.